# Пакославиці
Пакославіце (пол. Pakosławice) — село в Польщі, у гміні Пакославиці Ниського повіту Опольського воєводства.
Населення — 521 особа (2011).

## Демографія
Демографічна структура станом на 31 березня 2011 року:
|          | Загалом | Допрацездатний вік | Працездатний вік | Постпрацездатний вік |
| -------- | ------- | ------------------ | ---------------- | -------------------- |
| Чоловіки | 246     | 44                 | 181              | 21                   |
| Жінки    | 275     | 45                 | 184              | 46                   |
| Разом    | 521     | 89                 | 365              | 67                   |